# Thouarsais-Bouildroux

Thouarsais-Bouildroux este o comună în departamentul Vendée, Franța. În 2009 avea o populație de 703 de locuitori.